# Meseta Central

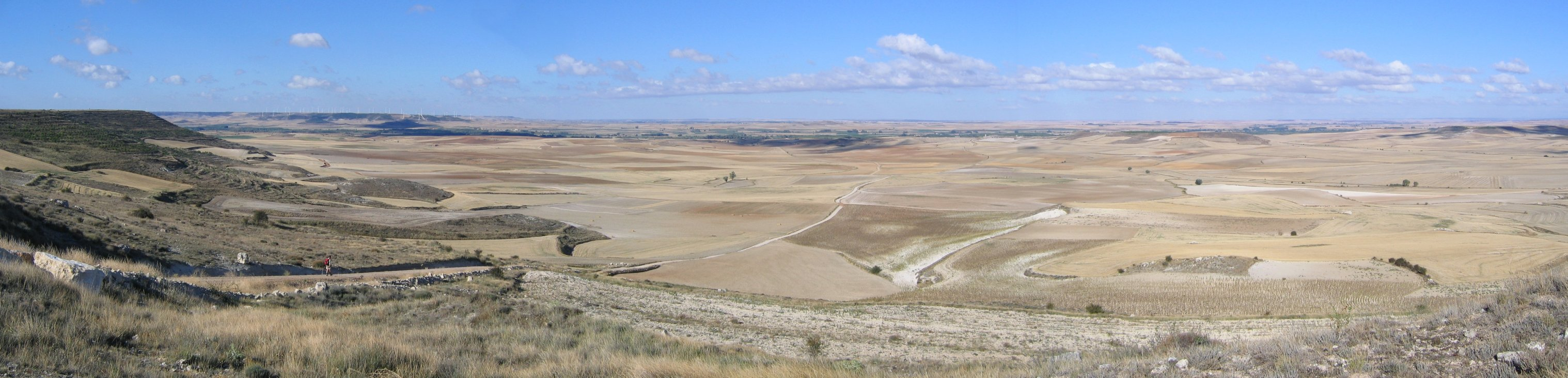
Centrala högplatån i Spanien.

Meseta Central är en högplatå i centrala Spanien. Den har en yta på cirka 210 000 km² och en genomsnittlig höjd på omkring 700 meter över havet.
Meseta Central upptar 45 procent av Spaniens yta.
Den avgränsas i norr av de Kantabriska bergen och i öster av en rad bergskedjor medan den mot Portugal i väster sluttar svagt ner mot havet. Meseta Central delas i en nordlig och en sydlig del av bergskedjorna Sierra de Gata och Sierra de Guadarrama (Sistema Central), så att den norra delen (Meseta Norte) består av den autonoma regionen Kastilien-León och den södra delen (Meseta Sur) av regionerna Extremadura, Madrid och Kastilien-La Mancha (huvudsakligen La Mancha).
Medan den västra delen präglas av kristallina bergarter och magra jordar, präglas den östra delen av kalksten och är en viktig jordbruksbygd i Spanien.